# Proasellus basnosanui
Proasellus basnosanui är en kräftdjursart som först beskrevs av Radu Codreanu 1962.  Proasellus basnosanui ingår i släktet Proasellus och familjen sötvattensgråsuggor. Inga underarter finns listade i Catalogue of Life.